# День звільнення рабів
День визволення рабів (англ. Juneteenth — злиття слів червень і дев'ятнадцятий) також відомий як День Свободи, День Визволення, і День Емансипації — урочистість, присвячена визволенню рабів Сполучених Штатів. Взявши свій початок у Техасі, свято тепер відзначається щорічно 19 червня по всій території США, з різним ступенями визнання на офіційному рівні. Генерал Армії Союзу Гордон Грейнжер повідомив про федеральний наказ у Галвестоні, штат Техас, 19 червня 1865 року, у якому раби штату проголошувалися вільними.
Прокламація про визволення рабів президента Авраама Лінкольна офіційно заборонила рабство в Техасі та інших штатах, які повстали проти Союзу, майже на два з половиною роки раніше. Виконання Прокламації загалом залежало від просування військ Союзу. У Техасі, найвіддаленішому з усіх рабовласницьких штатів, була лише невелика їх частка, оскільки американська Громадянська війна завершилася; таким чином, виконання було повільним й непослідовним до прокламації Ґрейнджера. Не дивлячись на те, що День визволення рабів означав цілковите завершення рабства у Сполучених Штатах, він все ж зоставався законним і практикувався у двох суміжних штатах Союзу (Делавер та Кентуккі) доти, допоки наприкінці того ж року ратифікація Тринадцятої поправки до Конституції не скасувала рабство по всій країні в грудні.
Святкування, що датується 1866 роком, спочатку за участі церковних громадських зборів у Техасі, набуло поширення усім півднем і стало більш комерційним у 1920-30-х роках, як звичайний кулінарний фестиваль. Під час руху за громадянські права у 1960-х роках воно стало дещо затьмареним, але у 1970-ті роки знову повернуло популярність з наголосом на волю та мистецтво афроамериканців. До XXI століття червневі свята відзначалися у більшості великих міст США. Активісти проводили кампанію за те, щоб Конгрес США визнав й 19 червня національним святом. Гаваї, Північна Дакота та Південна Дакота — залишаються єдиними штатами, які не визнають це свято, згідно з Дослідницькою службою Конгресу.
У червні 2021 року Конгрес США висунув законопроєкт про визнання Дня Визволення федеральним святом, що набув чинності після його підписання президентом Джо Байденом 17 червня того ж року.